# Andrea Sardos Albertini
Andrea Sardos Albertini (Trieste, 29 luglio 1955 – Torino, 11 giugno 1981, morte presunta) è stato un pallavolista italiano, di ruolo schiacciatore; le circostanze della sua scomparsa nei primi anni ottanta furono oggetto di un lungo caso di cronaca e di alcuni dibattiti nella ricerca sui fenomeni paranormali.
Giovane schiacciatore di pallavolo, giocò sei campionati di Serie A con la Ravalico Trieste, squadra della sua città, negli anni settanta.

## La scomparsa
Martedì 9 giugno 1981, all'epoca venticinquenne e laureando in giurisprudenza, partì in automobile da Trieste e raggiunse la stazione dei treni di Mestre dove, parcheggiato il veicolo, partì in treno per Torino dove avrebbe dovuto concludere trattative con dei privati per l'acquisto di un'altra vettura; qui alloggiò una notte, all'Hotel Astoria, per poi sparire misteriosamente, senza lasciare alcuna traccia.
L'intervento di una medium, richiesta dalla famiglia, in special modo attraverso la tecnica della psicoscrittura o scrittura automatica, spinse a ipotizzare che il giovane fosse stato rapinato e ucciso da ignoti (presumibilmente gli stessi venditori dell'auto, o loro complici) e quindi gettato nel fiume Po, in un punto all'interno del Parco del Valentino dove fu rilevata la probabile presenza di un corpo umano mediante un'innovativa tecnica fotografica a infrarossi.
Nel 1983, dei sommozzatori arpionarono in quello stesso punto dei frammenti di tessuto compatibili coi jeans e i calzini posseduti da Albertini, ma delle difficoltà pratiche spinsero la famiglia a rinunciare a ulteriori tentativi di ricerca nelle acque del fiume; erano peraltro carenti prove empiriche e inconfutabili a sostegno della tesi dell'omicidio per rapina e dell'occultamento del cadavere. Nel 1992 fu quindi dichiarata la morte presunta del giovane, il cui corpo non fu mai rinvenuto.

## Eventi successivi
Il padre, l'avvocato capodistriano Lino Sardos Albertini, raccontò la scomparsa del figlio e gli avvenimenti ad essa successivi nel libro Esiste l'Aldilà (1986), e in altri testi successivi. La finalità fu quella di istituire un'associazione allo scopo di tramandarne la memoria, ma soprattutto di approfondire l'analisi dei fenomeni paranormali e dell'esistenza sull'aldilà.
A questa scomparsa e alle successive vicissitudini legate al mondo del paranormale è stata dedicata nel 1994 una puntata del programma televisivo RAI Misteri. 
Nei pressi del ritrovamento dei presunti resti dell'Albertini, presso il Parco del Valentino a Torino, e precisamente all'uscita del Borgo Medioevale (Cortile del Melograno), sul lungofiume Viale Milio verso Viale Turr, una foto di Andrea, appesa ad un albero sulle sponde del Po, lo ricorda ancor oggi.